# Blepharodon amazonicum
Blepharodon amazonicum é uma espécie de plantas com flores. Foi descrito pela primeira vez por George Bentham, e recebeu o nome exato por Fontella e Marquete. Blepharodon amazonicum pertence ao gênero Blepharodon, e família Apocynaceae.
Este tipo de planta é encontrada em:
- Colômbia
  - Departamento de Vaupés
- norte e centro-oeste do Brasil
  - Pará
  - Amazonas
  - Acre
  - Rondônia
  - Mato Grosso
- Equador
- Bolívia
  - El Beni

Não há tipos listados como este.